# 冯惠敏
冯惠敏（1952年9月—），山西忻州人，中华人民共和国政治人物。
2000年5月，任财政部驻广东省财政监察专员办事处监察专员。2007年3月，任中央纪委驻国家税务总局纪检组组长。2012年当选第十八届中央纪律检查委员会委员。2016年1月卸任中央纪委驻国家税务总局纪检组组长职务。